# Alexander Tridon
Louis Viktor Alexander Tridon (* 4. November 1864 in Stenia bei Konstantinopel; † 14. März 1943) war ein sächsischer Generalmajor.

## Leben

### Herkunft
Tridon war Sohn des Dresdner Zivil-Ingenieurs Victor Tridon und dessen Ehefrau Helene, geborene Hesse. Sein Vater bemühte sich im Auftrag der osmanischen Regierung um den Bau neuer Wasserinfastruktur in Istanbul.

### Karriere
Tridon besuchte seit 1874 das Vitzthumsche Gymnasium in Dresden und legte Ostern 1884 erfolgreich die Reifeprüfung ab. Er trat nachfolgend als Avantageur in die Sächsische Armee ein und avancierte bis 1886 zum Sekondeleutnant. Er wurde 1892 zum Hauptmann befördert. Nach Beförderung zum Major am 22. Mai 1908 diente er beim Stabe des Fußartillerie-Regiment Nr. 12 in Metz. Am 20. März 1911 erfolgte seine Ernennung zum Artillerieoffizier vom Platz und Vorstand des Artillerie-Depots in Dresden. Daran schloss sich ab 1. Oktober 1912 eine Verwendung als Kommandeur des Fußartillerie-Bataillons Nr. 19 an, aus dem ein Jahr später das 2. Fußartillerie-Regiment Nr. 19 hervorging. Unter Beförderung zum Oberstleutnant übernahm Tridon zu diesem Zeitpunkt das Kommando über das II. Bataillon auf dem Truppenübungsplatz Zeithain. Am 17. Juli 1914 stieg er zum Regimentskommandeur auf.
Nach Ausbruch des Ersten Weltkrieges diente Tridon zunächst beim Stabe des Armeeoberkommando III in Merlemont und wurde am 4. Juni 1915 zum Oberst befördert und 1916 mit dem Offizierkreuz des Albrechts-Ordens ausgezeichnet. Im Februar 1917 wurde er der neugegründeten 46. Landwehr-Division (2. Königlich Sächsische) zugeteilt und am 29. März 1917 zum Artilleriekommandeur Nr. 140 ernannt. Als artilleristischer Berater von Generalleutnant Bernhard von Watzdorf bewährte sich Tridon während der Abwehrschlacht von Smorgon-Krewo, sodass er am 15. November 1917 mit dem Ritterkreuz des Militär-St.-Heinrichs-Ordens beliehen wurde. Er schied als Generalmajor aus dem aktiven Dienst aus.
1930 war er auf dem Wahlvorschlag Nr. 8 der Deutschen Volkspartei (DVP) für Dresden in Ostsachsen. Er ließ sich 1932 als Kandidat für die Stadtverordnetenwahl in Dresden sowie für die Reichstagswahl im März 1933 für die DVP in Dresden aufstellen.

### Familie
Er heiratete Wilhelmine Schubart.